# Azhdarchidae
De Azhdarchidae zijn een groep uitgestorven pterosauriërs die behoren tot de Pterodactyloidea.
In 1984 benoemde de Russische paleontoloog Lev Nesov een onderfamilie Azhdarchinae om het geslacht Azhdarcho een plaats te geven. Hij schreef de naam in het Cyrillische alfabet; de eerste die haar getranscribeerd in het Latijnse alfabet gebruikte was Kevin Padian in 1986, waarbij de laatste ook het gebruik opgaf van een synoniem dat hij in 1984 bedacht had: Titanopterygiidae. Azhdarcho is afgeleid van een draak uit de Oezbekische mythologie.
In 1991 maakte Phillip Murry er een 'familie' van: Azhdarchidae.
In 2003 definieerde Alexander Kellner, in het kader van een grote kladistische analyse, de Azhdarchidae als een klade: de groep bestaande uit Quetzalcoatlus en alle soorten nauwer verwant aan Quetzalcoatlus dan aan enige andere pterosauriër. Hij bedoelde daarmee: 'enig andere pterosauriër(klade) die ik in mijn analyse gebruikt heb'; het andere lid van de Azhdarchidae daarin was Azhdarcho zelve, maar hij wilde eigenlijk alle traditionele azhdarchidae insluiten. Als synapomorfieën, gedeelde nieuwe kenmerken, van de groep gaf hij deze twee: extreme verlenging van de middelste halswervels; extreme verlaging of afwezig zijn van de doornuitsteeksels op de middelste halswervels. De groep onderscheidt zich inderdaad door een zeer lange nek die horizontaal weinig en verticaal naar beneden zeer veel bewegingsvrijheid heeft. De functie hiervan is omstreden; het kan een aanpassing aan visvangst tijdens de vlucht geweest zijn of aan een levenswijze als 'super-ooievaar'. In 2017 werd een darmbeen beschreven dat uitzonderlijk robuust was en zo het superooievaarmodel zou ondersteunen maar in 2018 bleek het om een squamosum van een tyrannosauride te gaan.
De soorten uit de Azhdarchidae leefden vrijwel allemaal in het Krijt. Alleen de vroege vorm 'Doratorhynchus' leefde tijdens het Laat-Jura (Kimmeridgien-Tithonien), maar daarvan is de plaatsing onzeker. De azhdarchiden behoorden tot de laatste pterosauriërs, voordat de hele groep 65 miljoen jaar geleden uitstierf. De bekende soorten zijn groot tot gigantisch, met een vleugelspan tot boven de tien meter. De gevonden fossielen van de groep zijn meestal erg fragmentarisch, zodat we geen goed beeld hebben van hun bouw.
De Azhdarchidae zijn nauw verwant aan de geslachten Tapejara en Tupuxuara, maar het is omstreden of die twee een klade Tapejaridae vormen die de zustergroep van de Azhdarchidae vertegenwoordigt of dat een van twee nauwer dan de ander aan de Azhdarchidae verwant is binnen de Neoazhdarchia, zoals David Unwin voor Tupuxuara veronderstelt.

## Soorten
De Azhdarchidae omvatten vrij zeker deze dertien bekende soorten:
- Aralazhdarcho - Kazachstan
- Arambourgiania philadelphiae (vroeger Titanopteryx) - Texas (VS)
- Azhdarcho longicollis - Oezbekistan
- Bakonydraco galazi - Hongarije
- Bogolubovia - Rusland
- Eoazhdarcho liaoxiensis - China
- Hatzegopteryx thambema - Roemenië
- Montanazdarcho minor - Montana (VS)
- Phosphatodraco mauritanicus - Mauritanië
- Quetzalcoatlus northropi - Alberta (Canada) en Texas (VS)
- Thanatosdrakon amaru - Argentinië
- Volgadraco - Rusland
- Zhejiangopterus linhaiensis - China